# Lagopus muta ridgwayi
Lagopus muta ridgwayi es una subespecie  de la familia Tetraonidae en el orden de los Galliformes. 

## Distribución geográfica
Se encuentran en las Islas del Comandante (Rusia).